# 10セント硬貨 (オーストラリア)
オーストラリア10セント硬貨 (オーストラリア10セントこうか、10¢) は、オーストラリア国内で流通する通貨。1オーストラリアドルの10分の1の価値を持つ。1966年から鋳造されており、現在はオーストラリア国内の硬貨の中でも5セント硬貨に次ぐ、額面の小さな通貨単位である。表面には「女王エリザベス2世」の肖像が、裏面には「10」と「コトドリ」の図案がデザインされている。

## 参考
- Ian W. Pitt, ed (2000年). Renniks Australian Coin and Banknote Values (19 ed.). Chippendale, N.S.W.: Renniks Publications. ISBN 0-9585574-4-6